# Марокко на летних Олимпийских играх 1996
Марокко принимала участие в Летних Олимпийских играх 1996 года в Атланте (США) в девятый раз за свою историю, и завоевала две бронзовые медали. Сборную страны представляли 2 женщины.

## 03!Бронза
- Лёгкая атлетика, мужчины, 5000 метров — Халид Булами.
- Лёгкая атлетика, мужчины, 10000 метров — Саллах Иссу.

## Состав и результаты олимпийской сборной Марокко

### Бокс
| Соревнование    | Спортсмены                     | 1-й раунд                       | 2-й раунд                     | Четвертьфинал                     | Полуфинал            | Финал                | Место |
| Соревнование    | Спортсмены                     | Соперник Результат              | Соперник Результат            | Соперник Результат                | Соперник Результат   | Соперник Результат   | Место |
| --------------- | ------------------------------ | ------------------------------- | ----------------------------- | --------------------------------- | -------------------- | -------------------- | ----- |
| до 48 кг        | Хамид Берхили                  | Альфред Тетте (GHA) поб. 10-5   | Янг Сианджонг (CHN) поб. 14-9 | Мансуето Веласко (PHI) пор. 10-20 | Завершил выступление | Завершил выступление |       |
| до 51 кг        | Мохамед Збир                   | Борнифас Мулука (ZAM) пор. 4-11 | Завершил выступление          | Завершил выступление              | Завершил выступление | Завершил выступление |       |
| до 54 кг        |                                |                                 |                               |                                   |                      |                      |       |
| Хишам Нафиль    | Маркос Вернал (COL) поб. 16-3  | Джон Ноласко (DOM) поб. 18-6    | Вичай Хадпо (THA) пор. 4-13   | Завершил выступление              | Завершил выступление |                      |       |
| до 57 кг        |                                |                                 |                               |                                   |                      |                      |       |
| Мохамед Ашик    | Роберт Педен (AUS) пор. 7-15   | Завершил выступление            | Завершил выступление          | Завершил выступление              | Завершил выступление |                      |       |
| до 67 кг        |                                |                                 |                               |                                   |                      |                      |       |
| Кабил Лахсен    | Луис Эрнандес (ECU) поб. 18-9  | Даниэль Сантос (PUR) пор. 4-16  | Завершил выступление          | Завершил выступление              | Завершил выступление |                      |       |
| до 75 кг        |                                |                                 |                               |                                   |                      |                      |       |
| Мохамед Месбахи | Томаш Боровский (POL) пор. 6-9 | Завершил выступление            | Завершил выступление          | Завершил выступление              | Завершил выступление |                      |       |

### Дзюдо
Спортсменов — 1
Соревнования по дзюдо проводились по системе на выбывание. Утешительные встречи проводились между спортсменами, потерпевшими поражение от спортсменов, прошедших в полуфинал турнира. Победители утешительных встреч встречались в схватке за 3-е место со спортсменами, проигравшими в полуфинале в противоположной половине турнирной сетки.
Мужчины
| Категория | Спортсмены  | 1/32 финала        | 1/16 финала             | 1/8 финала           | Четвертьфинал        | Полуфинал            | Финал                | Место |
| Категория | Спортсмены  | Соперник Результат | Соперник Результат      | Соперник Результат   | Соперник Результат   | Соперник Результат   | Соперник Результат   | Место |
| --------- | ----------- | ------------------ | ----------------------- | -------------------- | -------------------- | -------------------- | -------------------- | ----- |
| до 86 кг  | Адиль Кааба | Не участвовал      | Пабло Элисии (ARG) пор. | Завершил выступление | Завершил выступление | Завершил выступление | Завершил выступление | 21    |